# سمكة موزة
سمكة موزة (بالإنجليزية: bogue) و(باللاتينية: Boops boops) تنتمي للأُسْبُورِيَّات.